# Adolf Endler
Adolf Endler (* 20. September 1930 in Düsseldorf; † 2. August 2009 in Berlin) war ein deutscher Dichter und Schriftsteller.

## Leben und Werk
Endler war der Sohn eines Handelskaufmanns. Nach einer abgebrochenen Buchhändlerlehre war er Transportarbeiter und Kranfahrer und arbeitete er an linksgerichteten Zeitungen und Zeitschriften mit. Als er aufgrund seiner Aktivität in der Friedensbewegung wegen „Staatsgefährdung“ angeklagt wurde, übersiedelte Endler 1955 in die DDR. Er studierte 1955 bis 1957 am Literaturinstitut „Johannes R. Becher“ in Leipzig. Seitdem lebte er als freier Autor. Er galt als Vertreter der von Georg Maurer beeinflussten Sächsischen Dichterschule. Anfangs versuchte er sich mit Lobgesängen auf die FDJ, didaktisch-missionarischen Hymnen auf das kommunistische System und Agit-Prop. Er beteiligte sich an dem FDJ-Jugendobjekt „Wische“ und veröffentlichte dazu 1960 einen Band von Reportagen und Gedichten. Später folgte in der künstlerischen Entwicklung von Endler eine ideologische Befreiung, die sich durch selbständige Gedichte, engagierte Differenzierung und Lust an der Destruktion bemerkbar machte.
Von 1955 bis 1959 war er mit der Schriftstellerin Jutta Bartus und von 1967 bis 1978 mit der Schriftstellerin und Übersetzerin Elke Erb verheiratet. Erb und Endler besaßen in dieser Zeit ein Haus in Wuischke in der Oberlausitz und lebten vorwiegend dort.
Folge seiner Proteste gegen die Ausbürgerung Wolf Biermanns 1976 und die Verurteilung Stefan Heyms wegen „Devisenvergehen“ war 1979 sein Ausschluss aus dem Schriftstellerverband der DDR.

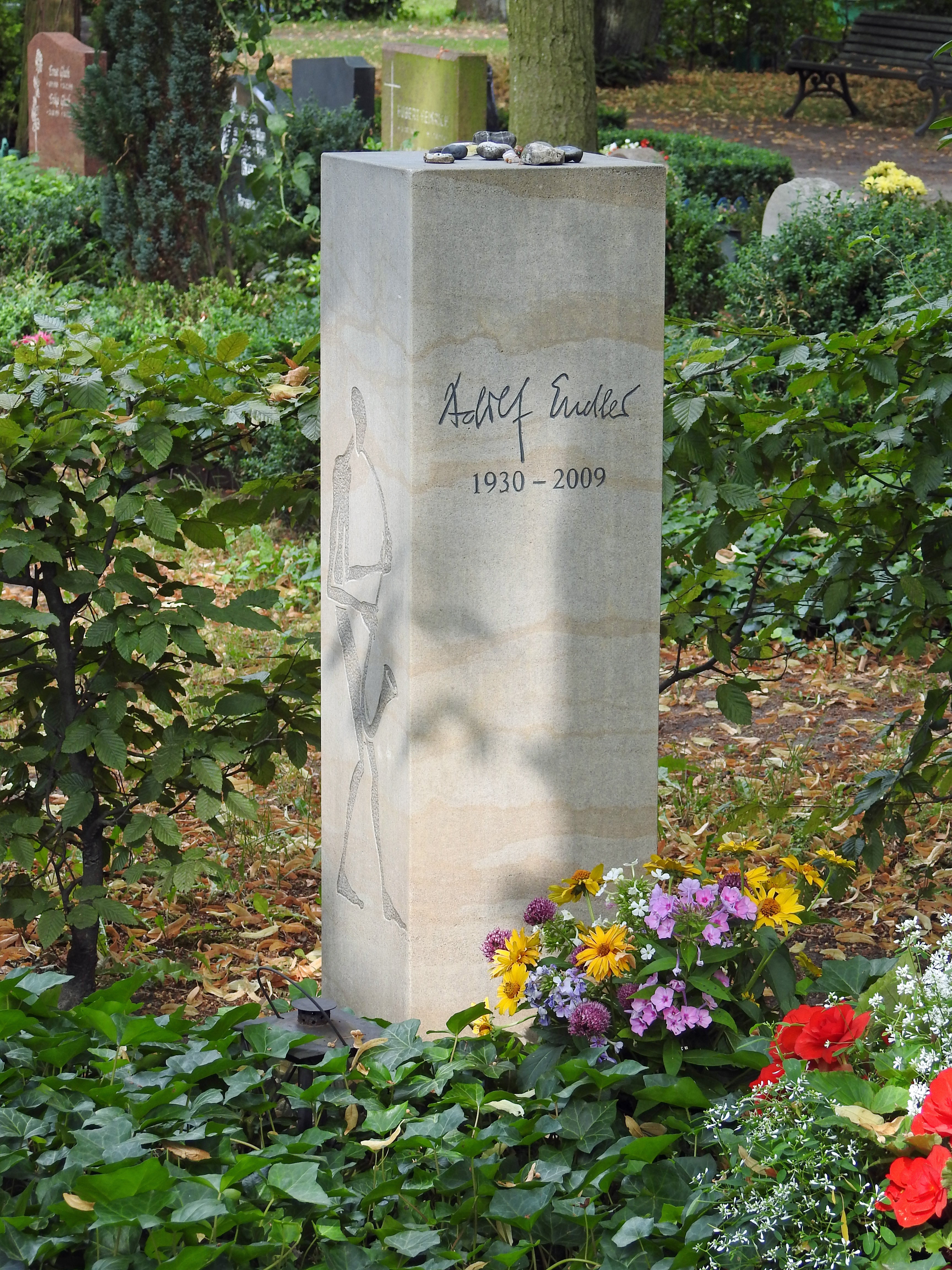
Endlers Grabstätte auf dem Friedhof Pankow III

Er schrieb in den 1980er Jahren für verschiedene Berliner Untergrundzeitschriften und wurde zu einer essentiellen Figur der Literaturszene im Prenzlauer Berg. In der DDR wurden fortan seine Bücher kaum noch gedruckt, selten besprochen. In der Bundesrepublik wiederum kannten ihn nur wenige, das lag unter anderem daran, dass er sich damit begnügte, in einer Berliner Handpresse seine Bücher in einer Auflage von 300 Exemplaren zu veröffentlichen. Seine damals entstandenen Tagebuchnotizen lobte Matthias Biskupek: „Er vermengt die Offizialrede und das Hinterhofgekreisch und vor allem seine unerhörte Einzelmeinung zu einem witzigen Gemisch, das bekömmlich und höchst lebensbejahend ist.“ Von 1991 bis 1998 leitete er mit seiner Frau, Brigitte Schreier-Endler, die Lesungen „Orplid & Co“ im Café Clara Berlin-Mitte. Er gehörte zu den Initiatoren der „Gesellschaft zur Pflege und Förderung der Poesie Orplid e. V.“, die diese Lesereihe ins Leben rief.
Zu dem erfolgreichsten Werk von Endler gehörte Tarzan am Prenzlauer Berg, seine Tagebuchaufzeichnungen aus den Jahren 1981 bis 1983, die ihn nach dem Mauerfall einem breiten Publikum bekannt machten. 2005 erschien Nebbich. Eine deutsche Karriere, ein Band mit autobiographischen Dokumenten und Prosafragmenten. Vor seinem Tod wurde 2007 sein vielbeachtetes Buch Krähenüberkrächzte Rolltreppe. Neunundsiebzig kurze Gedichte aus einem halben Jahrhundert veröffentlicht.
Adolf Endler war seit 2005 Mitglied der Deutschen Akademie für Sprache und Dichtung in Darmstadt.
Posthum erschien 2010 unter dem Titel Dies Sirren ein Band mit Gesprächen, die Renatus Deckert mit Adolf Endler über dessen Leben und Schreiben geführt hat. Ebenfalls nach seinem Tod wurde 2020 Die Gedichte veröffentlicht, das gesamte lyrische Werk in einem Band, das bisher in zwölf Gedichtbänden in der DDR und in der Bundesrepublik vor und nach der Wiedervereinigung publiziert wurde.
Von Adolf Endlers Kindern ist Julius Endler heute als der Rapper Hiob bekannt, Konrad Endler ist Autor und aktiv in der Berliner und Potsdamer Lesebühnenszene.

## Werke
- Erwacht ohne Furcht. Mitteldeutscher Verlag, Halle (Saale) 1960
- Weg in die Wische. Mitteldeutscher Verlag, Halle (Saale) 1960
- Die Kinder der Nibelungen. Gedichte. Mitteldeutscher Verlag, Halle (Saale) 1964
- Vorwort zu: In diesem besseren Land. Gedichte der Deutschen Demokratischen Republik seit 1945. Ausgewählt, zusammengestellt und mit einem Vorwort versehen von Adolf Endler und Karl Mickel. Mitteldeutscher Verlag, Halle (Saale) 1966
- Das Sandkorn. Gedichte. Mitteldeutscher Verlag, Halle (Saale) 1974
- Nackt mit Brille. Gedichte. Verlag Klaus Wagenbach, Berlin 1975, ISBN 3-8031-0074-7
- Das Sandkorn. Gedichte. Mitteldeutscher Verlag, Halle (Saale) 1976.
- Zwei Versuche, über Georgien zu erzählen. Mitteldeutscher Verlag, Halle (Saale) 1976
- Verwirrte klare Botschaften. Gedichte. Rowohlt, Reinbek bei Hamburg 1979, ISBN 3-499-25120-5
- Nadelkissen. Aus den Notizzetteln Bobbi Bergermanns. Im Auftrag der geschiedenen Witwe herausgegeben von Adolf Endler. Mit 10 sechsfarbigen Original Linolschnitten von Wolfgang Jörg und Erich Schönig. Berliner Handpresse, Berlin 1979. Erschien auch im Walter Verlag, Freiburg im Breisgau 1980, ISBN 3-530-18910-3
- Akte Endler. Gedichte aus 25 Jahren. Herausgegeben von Peter Gosse. Reclam, Leipzig 1981.
2. Auflage: Akte Endler. Gedichte aus 30 Jahren. Reclam, Leipzig 1988, ISBN 978-3-379-00276-9
- Ohne Nennung von Gründen. Vermischtes aus dem poetischen Werk des Bobbi „Bumke“ Bergermann. Rotbuch Verlag, Berlin 1985, ISBN 978-3-88022-304-2
- Schichtenflotz. Papiere aus dem Seesack eines Hundertjährigen. Rotbuch Verlag, Berlin 1987, ISBN 3-88022-721-7
- Nächtlicher Besucher, in seine Schranken gewiesen. Eine Fortsetzungszüchtigung. Berliner Handpresse, Berlin 1989. Wallstein, Göttingen 2008, ISBN 978-3-8353-0331-7
- Vorbildlich schleimlösend. Nachrichten aus einer Hauptstadt 1972–2008. Rotbuch Verlag, Berlin 1990, ISBN 3-88022-752-7
- Den Tiger reiten. Aufsätze, Polemiken und Notizen zur Lyrik der DDR. Luchterhand, Frankfurt/M. 1990, ISBN 978-3-630-61898-2
- Die Antwort des Poeten. Roman. [Hrsg. von Albert Kapr und Roland Opitz], Gemeinschaftsarbeit des Reclam Verlages Leipzig, der Büchergilde Gutenberg Frankfurt a. M. und der Offizin Haag-Drugulin Leipzig (= Gutenberg-Presse 11), Frankfurt am Main 1992, ISBN 3-7632-4129-9
- Tarzan am Prenzlauer Berg. Sudelblätter 1981–1983. Reclam Leipzig, Leipzig 1994, ISBN 3-379-01565-2
- Warnung vor Utah, Momente einer USA-Reise. Kiepenheuer Verlag, Leipzig 1996, ISBN 978-3-378-00593-8
- Der Pudding der Apokalypse. Gedichte 1963–1998. Suhrkamp, Frankfurt/Main 1999, ISBN 3-518-41056-3
- Trotzes halber. Gedichte 1999
- Das Greisenalter, voilà. Neue poetische Texte. Obergrabenpresse, Dresden 2001.
- Schweigen Schreiben Reden Schweigen. Reden 1995–2001. Suhrkamp, Frankfurt/Main 2003, ISBN 3-518-12299-1
- Uns überholte der Zugvögelzug. Alte und neue Gedichte. UN ART IG, Aschersleben 2004, ISBN 3-9808479-8-5
- Nebbich. Eine deutsche Karriere. Wallstein, Göttingen 2005, ISBN 3-89244-839-6
- Krähenüberkrächzte Rolltreppe. Neunundsiebzig kurze Gedichte aus einem halben Jahrhundert. Wallstein, Göttingen 2007, ISBN 978-3-8353-0165-8.
- Nächtlicher Besucher, in seine Schranken gewiesen. Eine Fortsetzungs-Züchtigung. Wallstein, Göttingen 2008, ISBN 3-8353-0331-7 (Neuauflage)
- Dies Sirren. Gespräche mit Renatus Deckert. Wallstein, Göttingen 2010, ISBN 978-3-8353-0775-9
- Kiwitt, kiwitt. Gedichte und Capriccios. Wallstein, Göttingen 2015, ISBN 978-3-8353-1770-3
- Die Gedichte. Wallstein, Göttingen 2019, ISBN 978-3-8353-1949-3

## Herausgabe
- Jahrbuch der Lyrik (mit Christoph Buchwald), München 2001

## Auszeichnungen
- 1978: Literatur-Förderpreis zum Kunstpreis der Akademie der Künste West-Berlin
- 1990: Heinrich-Mann-Preis der Akademie der Künste Ost-Berlin – zusammen mit Elke Erb
- 1994: Brandenburgischer Literaturpreis
- 1995: Kritikerpreis der SWF-Bestenliste
- 1995: Brüder-Grimm-Preis der Stadt Hanau
- 1996: Rahel-Varnhagen-von-Ense-Medaille – gemeinsam mit Brigitte Schreier-Endler
- 1998: Ehrengabe der Deutschen Schillerstiftung
- 2000: Peter-Huchel-Preis
- 2000: Literaturpreis der Stadt Bremen
- 2001: Bundesverdienstkreuz 1. Klasse
- 2003: Hans-Erich-Nossack-Preis
- 2008: Rainer-Malkowski-Preis gemeinsam mit Kurt Drawert